# Списък на фигурите в Анатомията на Грей: VIII. Лимфна система
Фигурите по-долу се срещат в глава VIII-ма: Лимфна система от Анатомията на Грей (версия от 1918 г.)

## Въведение(Тема 175)
- Фигура 592
- Фигура 593
- Фигура 594
- Фигура 595
- Фигура 596
- Фигура 597
- Фигура 598

## Thethoractic duct(Тема 176)
- Фигура 599
- Фигура 600
- Фигура 601

## Лимфна системанаглавата,лицетоишията(Тема 177)
- Фигура 602
- Фигура 603
- Фигура 604
- Фигура 605
- Фигура 606

## Лимфна системанагорния крайник(Тема 178)
- Фигура 607
- Фигура 608
- Фигура 609

## Лимфна системанадолния крайник(Тема 179)
- Фигура 610

## Лимфна системанакоремаитаза(Тема 180)
- Фигура 611
- Фигура 612
- Фигура 613
- Фигура 614
- Фигура 615
- Фигура 616
- Фигура 617
- Фигура 618
- Фигура 619
- Фигура 620

## Лимфна системанагръдния кош(Тема 181)
- Фигура 621
- Фигура 622